# Charles Monod
Pour les articles homonymes, voir Monod.
Charles Edmond Monod, né le 26 septembre 1843 dans l'ancien 2e arrondissement de Paris et mort le 31 mars 1921 à Paris 17e, est un chirurgien et professeur de médecine français. Il est membre de l'Académie nationale de médecine, et son président en 1916.

## Biographie
Charles Monod, né à Paris en 1843, est le fils du chirurgien Gustave Monod et de Jane Good. En 1867, il épouse Léonie Antoinette Alliez, née à Manchester, le couple a 8 enfants.
En 1866 il est externe des hôpitaux, interne des hôpitaux de 1868 à 1872. Il soutient une thèse de doctorat, intitulée Étude sur l'angiome simple sous-cutané circonscrit, et obtient un prix de thèse et une médaille d'argent en 1873.
Il est reçu à l'agrégation de chirurgie en 1875, avec une thèse intitulée Étude comparative des diverses méthodes d'exérèse. et au concours de chirurgien des hôpitaux en 1877. 
Il est en service à l'hospice des Incurables à Ivry (1883-1887), et à l'hôpital Saint-Antoine (1887). Il donne des cours et des conférences à l'hôpital Saint-Antoine et à l'hôpital Necker où il remplace Paul Broca (1824-1880) et Ulysse Trélat (1828-1890). Il est médecin de la maison des Diaconesses de Reuilly, et de l'hôpital protestant pour hommes de Neuilly-sur-Seine. 
En 1890, il est secrétaire général de la Société de chirurgie et est élu président en 1896. Il est membre de l'Académie de médecine, section de pathologie chirurgicale, en 1895 et il en est le président en 1916. Il est également membre de la Société anatomique, la Société d'anthropologie, et de la Société de médecine et d'hygiène publique. Il est membre fondateur de l'Association française pour l'avancement des sciences, et de l'Association française de chirurgie.
Il prend sa retraite en 1906.

## Publications
- Leçons de clinique chirurgicale faites à l'hôpital Necker, Delahaye et Lecrosnier, 1884.
- Traité des maladies du testicule et de ses annexes, Masson, 1899, en collaboration avec O. Terrillon.
- Traité de technique opératoire, Masson, 1902, en 2 volumes, en collaboration avec G. Vanverts).

## Distinctions
- 1909 : officier de la Légion d'honneur[3].